# Long Island Rail Road
Long Island Rail Road eller LIRR er et jernbaneselskab i New York i USA, som betjener pendlere mellem øerne Manhattan i New York City og Long Island.  LIRR driver den travleste nærbane i Nordamerika, med knap 335.000 passagerer i døgnet. Som det eneste pendlertogselskab i USA, kører LIRR's tog døgnet rundt, alle årets dage, med en del tog uden for myldretiden, i weekender og på helligdage.  Der er 124 stationer og flere end 1.100 kilometer jernbanespor, på LIRR's linjer til Long Islands to dele, med otte primære forgreninger.
Selskabet blev etableret i 1834, og er dermed det ældste jernbaneselskab i USA, som stadig er aktivt under samme navn og fundats. Selskabet ejes af Metropolitan Transportation Authority (MTA), som MTA Long Island Rail Road.  MTA's andet pendlertogselskab er Metro-North Railroad.